# Textiltechnologie (Lehrberuf)
Textiltechnologie ist eine in Österreich gebräuchliche Bezeichnung für einen anerkannten Beruf bzw. Lehrberuf, der dem Berufsfeld Textiltechnik zugeordnet ist.

## Ausbildung und Berufsbild
Die Ausbildungsdauer des Lehrberufs Textiltechnologie ist mit einer Lehrzeit von 3,5 Jahren eingerichtet. Die Ausbildung erfolgt im dualen System in Berufsschule und Lehrbetrieb. Der Erwerb praktischer und theoretischer Kenntnisse und Fähigkeiten soll die Lehrlinge dazu befähigen, folgende Tätigkeiten fachgerecht, selbstständig und eigenverantwortlich ausführen zu können:
- Auswählen, Annehmen, Prüfen und Lagern der notwendigen Materialien,
- Rüsten, Anfahren, Bedienen, Überwachen und Ab- bzw. Umstellen der Maschinen und Anlagen zur Herstellung von Linien- und Flächenprodukten (z. B. Spinnmaschinen, Webmaschinen, Strickmaschinen) und zur Änderung von Oberflächenstrukturen und von Produkteigenschaften,
- rechnergestütztes Überwachen und Durchführen von Prozesskontrollen und -optimierungen sowie Dokumentieren von Betriebsdaten,
- Instandhalten der betriebsspezifischen Maschinen und Anlagen,
- Maschinen, Anlagen und Prozesse optimieren,
- Durchführen einfacher Montage- und Demontagearbeiten an Maschinen und Anlagen.